# スペースX Crew-4
スペースX Crew-4はクルードラゴン宇宙船でのNASA商業乗員飛行の4回目の運用であるとともに、同宇宙船の7回目の有人軌道飛行。2022年4月27日 23:37 UTCにISSにドッキングするために同日07:52 UTCに打ち上げられた。このフライトは同月初めにスペースXの機材を使用して行われた民間のミッションであるアクシオム ミッション1のすぐ後に続くものである。3名のNASAの宇宙飛行士と1名のESAの飛行士がこのミッションに搭乗した。
Crew-4は、「基本的人権と妨げられない人間の精神から発せられる産業と革新を称える」ために乗組員によってクルードラゴン・フリーダムと名付けられたクルードラゴン宇宙船の初飛行となった。このミッションで使用された打ち上げ機は、4回目の飛行で初めての商業有人ミッションで使用されたB1067である（それ以前には2021年にスペースX Crew-3でも使用された）。

## クルー
Crew-4のクルーとして、NASAのチェル・リンドグレン、ロバート・ハインズ両飛行士が2021年2月12日に発表された。サマンサ・クリストフォレッティが2021年5月28日に第68次長期滞在の船長に指名された。ジェシカ・ワトキンスが2021年11月16日にミッションスペシャリストとして指名された。その後、Crew-4ミッションが短縮されたため、クリストフォレッティは第68次長期滞在の船長の任を解かれた。
| 地位                        | 宇宙飛行士                                                            | 宇宙飛行士                                                            |
| --------------------------- | --------------------------------------------------------------------- | --------------------------------------------------------------------- |
| 宇宙船コマンダー            | チェル・リンドグレン, NASA 第67/68次長期滞在 2回目の宇宙飛行          | チェル・リンドグレン, NASA 第67/68次長期滞在 2回目の宇宙飛行          |
| パイロット                  | ロバート・ハインズ, NASA 第67/68次長期滞在 1回目の宇宙飛行            | ロバート・ハインズ, NASA 第67/68次長期滞在 1回目の宇宙飛行            |
| 第1ミッションスペシャリスト | サマンサ・クリストフォレッティ, ESA 第67/68次長期滞在 2回目の宇宙飛行 | サマンサ・クリストフォレッティ, ESA 第67/68次長期滞在 2回目の宇宙飛行 |
| 第2ミッションスペシャリスト | ジェシカ・ワトキンス, NASA 第67/68次長期滞在 1回目の宇宙飛行          | ジェシカ・ワトキンス, NASA 第67/68次長期滞在 1回目の宇宙飛行          |

| 地位                        | Crew                       | Crew                       |
| --------------------------- | -------------------------- | -------------------------- |
| 宇宙船コマンダー            | スティーブ・ボウエン, NASA | スティーブ・ボウエン, NASA |
| パイロット                  | 未割り当て, NASA           | 未割り当て, NASA           |
| 第1ミッションスペシャリスト | 未割り当て                 | 未割り当て                 |
| 第2ミッションスペシャリスト | 未割り当て                 | 未割り当て                 |

## ミッション
このミッションは170日間継続した。このミッションの欧州担当分はローマ神話の知の女神にちなんで「ミネルヴァ」と呼ばれ、欧州のクリストフォレッティ飛行士にとってISSへの2回目のミッションとなった。
|  |  |

|  |  |